# Креонт (царь Коринфа)
Креонт (др.-греч. Κρέων «правитель») — персонаж древнегреческой мифологии. Царь Коринфа. Сын Ликефа, либо Менекея (видимо, спутан с тёзкой). Назван «потомком Сисифа».
Ему на воспитание Алкмеон отдал двух своих детей. Действующее лицо трагедии Еврипида «Алкмеон в Коринфе».
Отец Креусы (в других источниках Главки), невесты Ясона. Погиб в огне, пытаясь помочь дочери.
Действующее лицо трагедии Еврипида «Медея» и Сенеки «Медея». Драконций ошибочно отождествляет его с царём Фив.